# Abene
Abene és un poble de la comunitat rural de Kafountine, situat a l'antic districte de Diouloulou, al departament de Bignona, una subdivisió de la regió de Ziguinchor a la regió històrica de la Casamance, al sud del Senegal. Es troba a la vora de la costa atlàntica. En línia recta, les localitats més properes són Folonko, Allahein, Niafourang, Kabadio, Kérouané, Albadar, Kafountine i Diana.
Gràcies a les seves conegudes platges, l'activitat turística hi és present. Cada any s'organitza un festival de djembé anomenat Abene Festivalo.